# محطة قطار قورصو
قورصو هي ات بقورصو في ولاية بومرداس تقع قرب الطريق الوطني رقم 5 وجبال الخشنة، وتنطلق منها أنواع عديدة من القطارات على اختلاف درجاتها إلى جميع نواحي الجزائر.

## التاريخ

### الإنشاء
تم البدء في إنشاء محطة قطار قورصو أثناء الاحتلال الفرنسي للجزائر بعد المصادقة على مشروع «خط سكة حديد من الحراش إلى الرغاية» بتاريخ 20 ديسمبر 1877م.
وتم تدعيم مكانة هذه المحطة بعد المصادقة الأخرى على مشروع خط سكة حديد من الرغاية إلى ثنية بني عائشة بتاريخ 3 ديسمبر 1878م.
وتكفلت شركة السكك الحديدية للشرق الجزائري [الفرنسية] بإنجاز هذا المشروع إلى غاية شهر سبتمبر 1881م.
وتم إنهاء بناء محطة قطار قورصو وتدشينها بتاريخ 25 سبتمبر 1881م أثناء إنجاز خط سكة حديد من الجزائر إلى سكيكدة.

### الازدواجية
تمت إعادة بناء محطة قطار قورصو وترقية سكة حديدها من مسار فردي إلى مسار مزدوج في العام 1987م.
وتم هذا التحديث بواسطة «اتفاق تعاون في السكك الحديدية» ما بين الجزائر والنمسا يقضي آنذاك بإنجاز العديد من المشاريع خاصة في ضاحية الجزائر ما بين الحراش والثنية على مسار مزدوج.
وقد ساهمت الشركات النمساوية بالتقانة والتجربة في تطوير محطة قطار قورصو ومحيطها، عبر مراحل التخطيط والهندسة المدنية المتخصصة وإشارات السكك الحديدية وسكة الحديد المكهربة · .

### الكهربة
يُعتبر خط سكة الحديد الذي يعبر محطة قطار قورصو من أهم خطوط السكة الحديدية في الجزائر بمعدل 63 قطارا لنقل المسافرين يوميا.
وقد تم تحويل سكة حديد هذه المحطة إلى سكة حديد مكهربة بجهد كهربائي شدته 25 000 فولط ما بين محطة قطار القصبة ومحطة قطار الثنية على مسافة 53.5 كلم في شهر جانفي 2009م.
وقامت شركة الشركة الوطنية للنقل بالسكك الحديدية، مع شركات أخرى مثل ألستوم والمجمع الصيني لأشغال السكك الحديدية وسيمنز وأبينغوا ومجموعة حداد وأنفراراي، بتطوير إشارات السكك الحديدية والاتصالات بين القطارات على مستوى هذه المحطة وهذا الخط المكهرب · .

## الخطوط والمحطات الموصولة

### خط سكة حديد من ثنية بني عائشة إلى الرغاية
|  |   |  | محطة قطار      | البلديات | الربط بالقطار والترامواي         | الربط بالمترو |
|  | - |  | -------------- | -------- | -------------------------------- | ------------- |
|  | ● |  | ثنية بني عائشة | الثنية   | • تيزي وزو • البويرة • بني منصور |               |
|  | ● |  | تيجلابين       | تيجلابين |                                  |               |
|  | ● |  | بومرداس        | بومرداس  |                                  |               |
|  | ● |  | قورصو          | قورصو    |                                  |               |
|  | ● |  | بودواو         | بودواو   |                                  |               |
|  | ● |  | الرغاية        | الرغاية  | • الحراش • جسر قسنطينة • القصبة  |               |

## مكتبة الصور

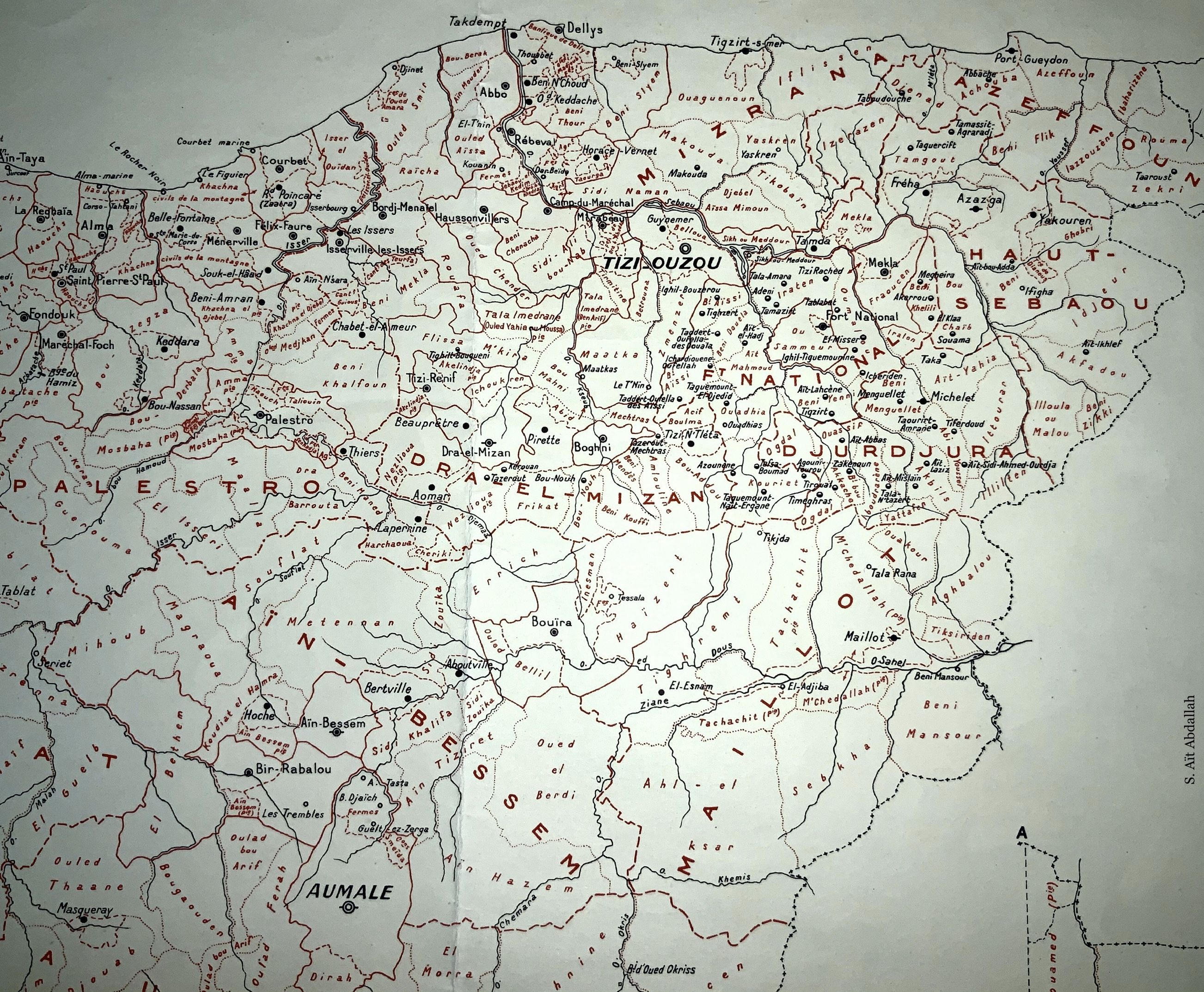
منطقة القبائل
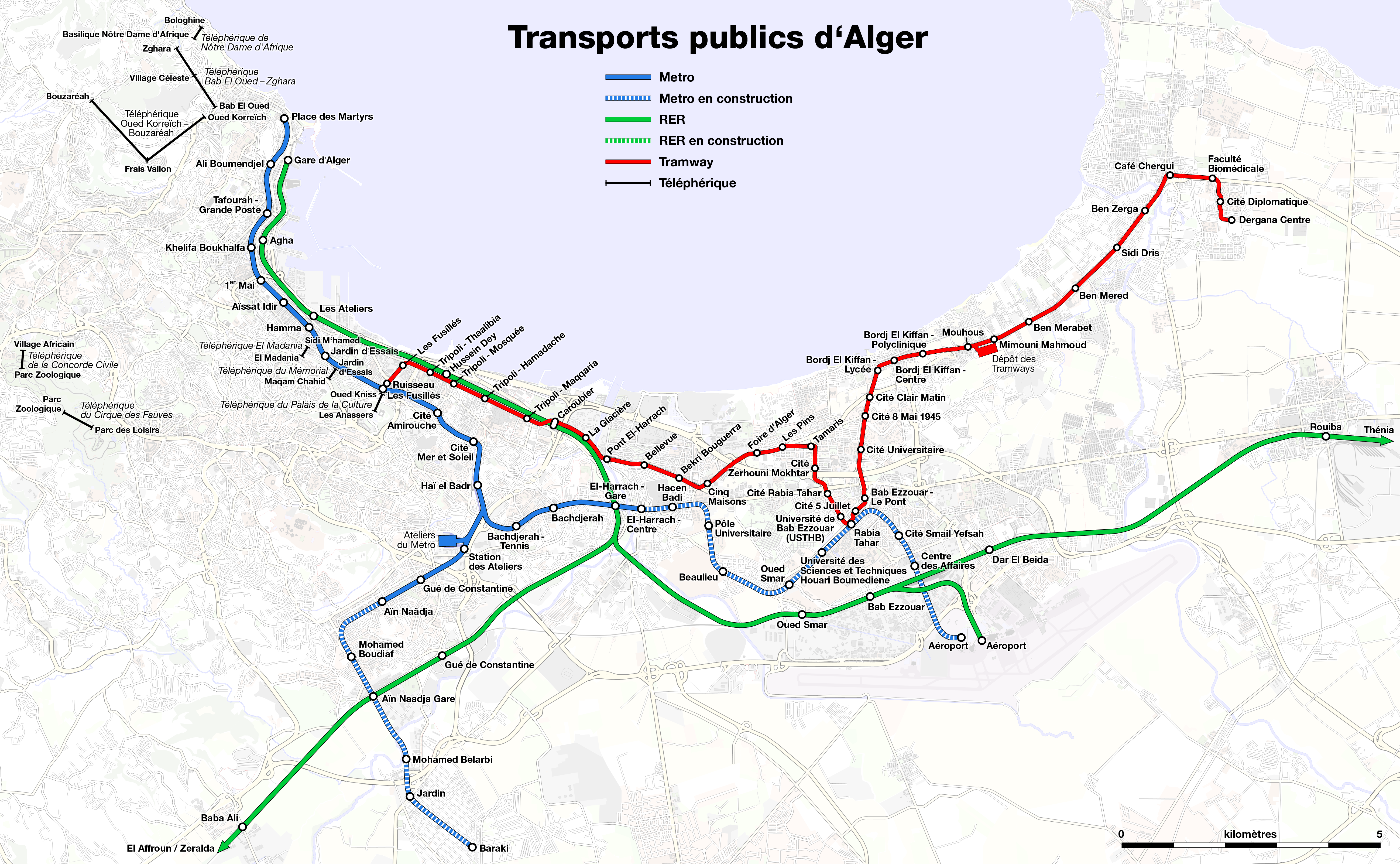
مترو الجزائر وترامواي الجزائر العاصمة
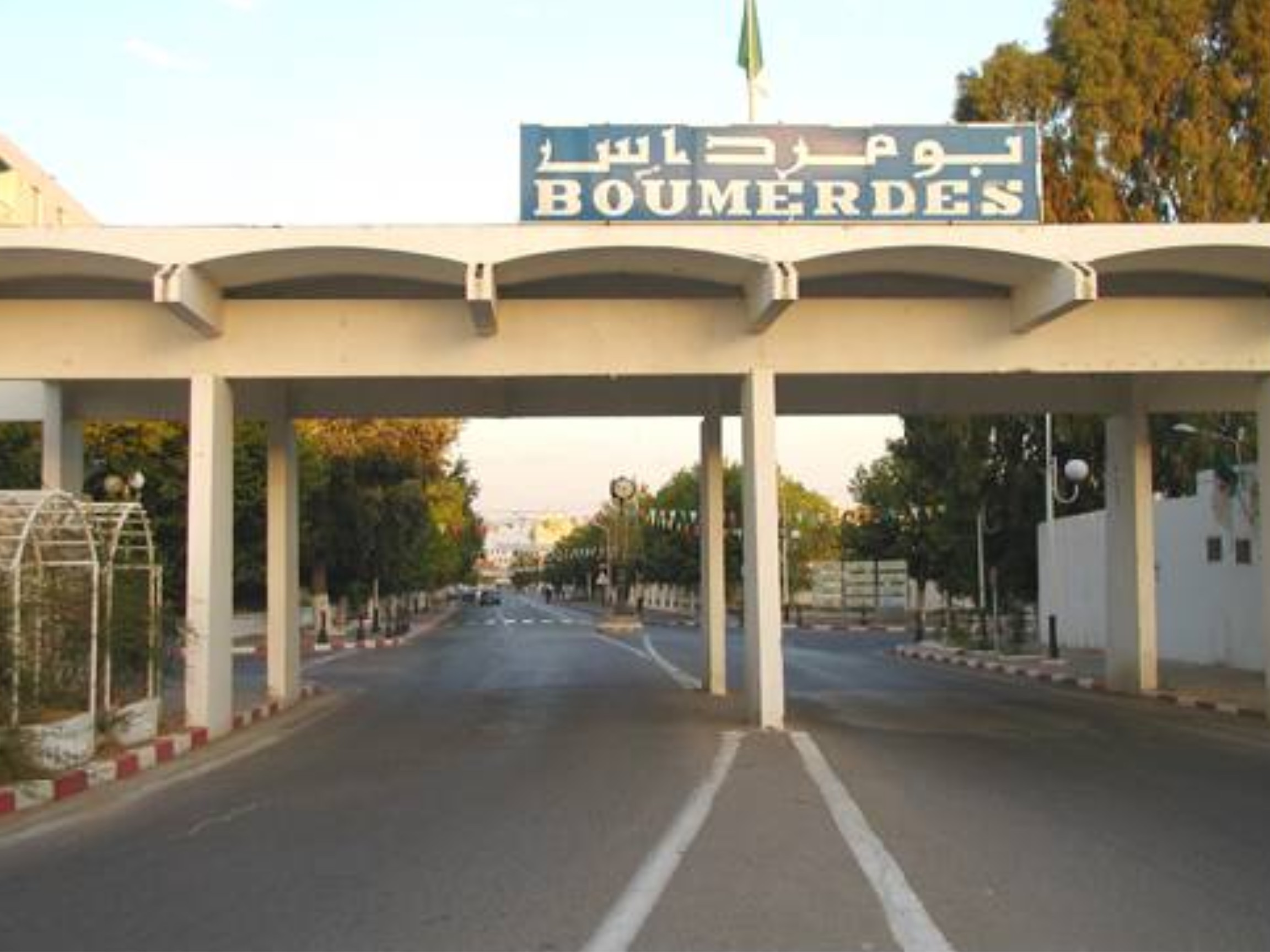
النقل في ولاية بومرداس
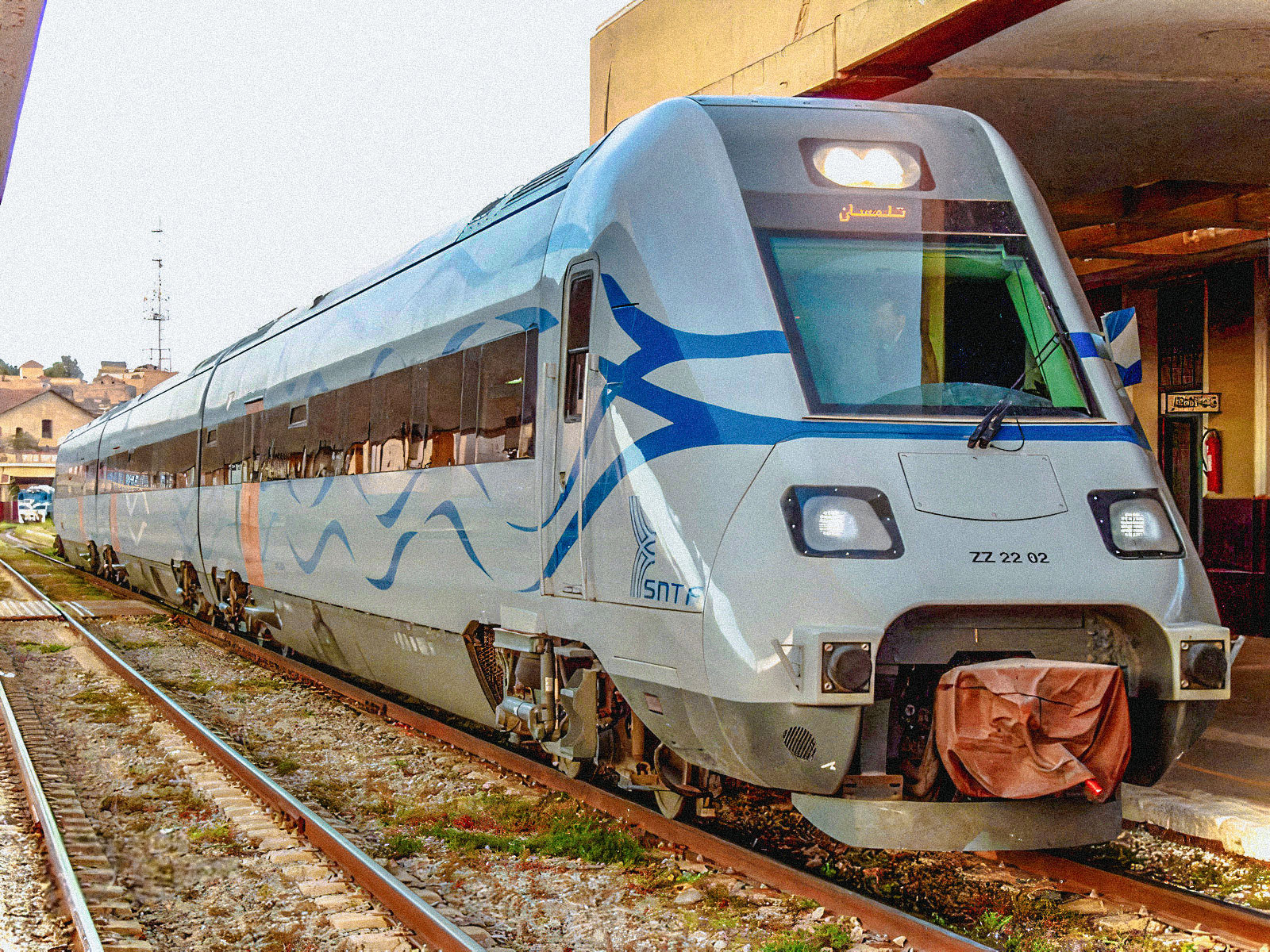
الشركة الوطنية للنقل بالسكك الحديدية
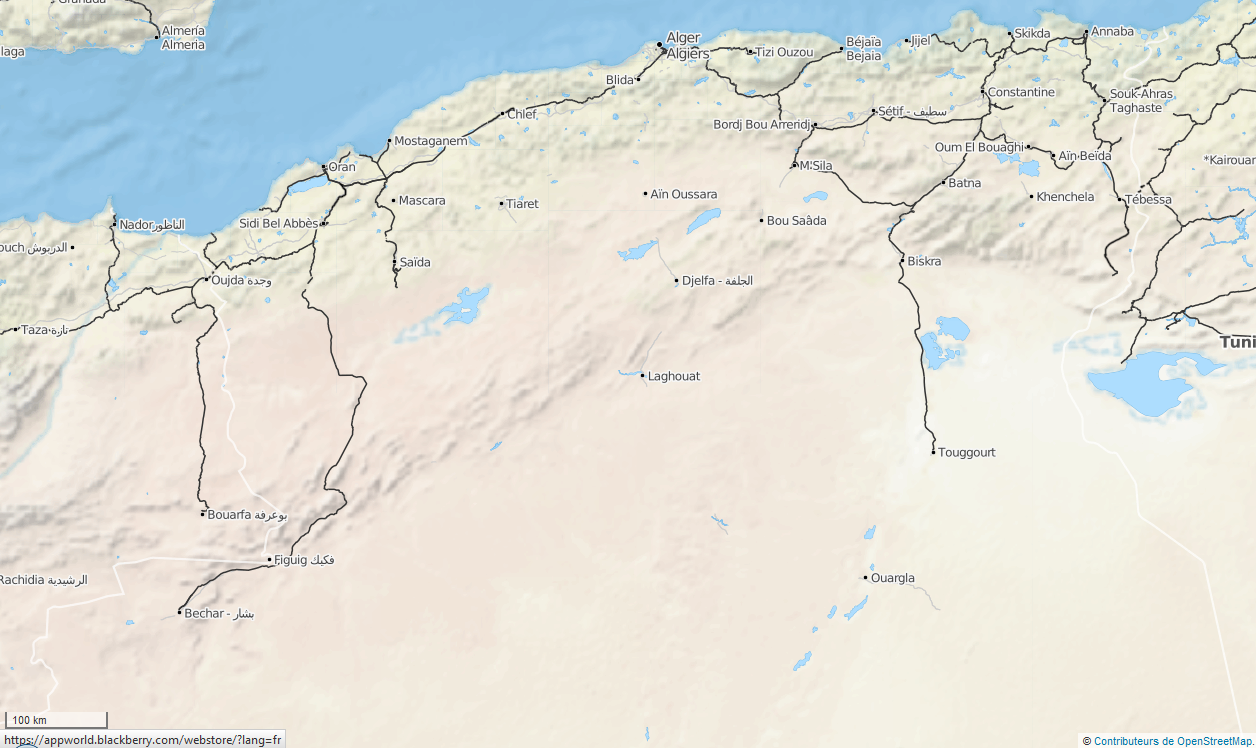
النقل بالسكة الحديدية في الجزائر

### مواضيع ذات صلة
- وزارة النقل الجزائرية
- الشركة الوطنية للنقل بالسكك الحديدية
- النقل في الجزائر
- محطات السكك الحديدية في الجزائر
- النقل بالسكة الحديدية في الجزائر
- تاريخ السكك الحديدية الجزائرية
- قائمة خطوط السكة الحديدية في الجزائر
- الوكالة الوطنية لدراسة ومتابعة إنجاز الاستثمارات في السكك الحديدية
- قائمة محطات القطار في الجزائر
- شركة السكك الحديدية للشرق الجزائري [الفرنسية]
- خط سكة حديد من الجزائر إلى سكيكدة
- خط سكة حديد من بني منصور إلى بجاية [الفرنسية]
- الطريق الوطني رقم 5
- الطريق الوطني رقم 12
- الطريق الوطني رقم 24

### فيديوهات
- محطة قطار بودواو على يوتيوب
- محطة قطار بودواو على يوتيوب

### وصلات خارجية
- الموقع الرسمي للشركة الوطنية للنقل بالسكك الحديدية